# Euchloe transcaspica
Euchloe transcaspica is een vlindersoort uit de familie van de Pieridae (witjes), onderfamilie Pierinae.
Euchloe transcaspica werd in 1892 beschreven door Staudinger.